# Viviane Dumont
Pour les articles homonymes, voir Dumont.
Viviane Dumont, née à Schaerbeek en Belgique le 26 juillet 1923 et morte en janvier 2008 à Bruxelles, est une romancière belge. Elle est l'épouse de l'historien et écrivain Georges-Henri Dumont. 

## Biographie
Née Viviane Haanen, d'un père d'ascendance allemande et hollandaise, Viviane Dumont est l'auteure de plusieurs romans historiques, dont Ruelle du paradis (Didier-Hatier, 1984), qui reçoit le Prix de l'Académie royale de Belgique en 1985, Noirfontaine (Centurion, 1987), La Baie des Wallons (Labor, 1991), Moi, Maria Rubens, mère de Pierre-Paul (Labor, 1993) et Charlotte de Bourbon (Le Cri, 1998). 
Elle reçoit le Prix quinquennal du roman historique de l'Association des écrivains belges francophones en 1988, pour ses deux premiers romans. Elle a également été rédactrice en chef de la revue La femme, la vie, le monde dans les années 1960, l'organe de la Fédération des femmes catholiques belges, créée au début de la Première Guerre mondiale avec l'appui du Cardinal Mercier.